# Kovaški muzej Razkrižje
Kovaški muzej Razkrižje (Kovačija Horvat) v Razkrižju je najstarejša še vedno delujoča kovačija v Pomurju. S  kovaštvom se na domačiji ukvarjajo že od priblibžno leta 1855. V Kovaškem muzeju se je ohranilo orodje staro preko 200 let.